# Maciej Chmiel (fotograf)
Maciej Chmiel (ur. 1979) – polski fotoedytor i redaktor, wykładowca akademicki. Redaktor naczelny redakcji krajowej agencji fotograficznej East News.

## Życiorys
Podczas nauki w XXVIII LO im. Jana Kochanowskiego w Warszawie pomysłodawca i szef trzech pierwszych edycji Festiwalu Teatralnego. Ukończył studia z zakresu dziennikarstwa i komunikacji społecznej na Uniwersytecie Warszawskim, a także informatykę na Uniwersytecie Łódzkim.
Od 1999 z przerwą pracował w Polskiej Agencji Prasowej (PAP). Od 2005 był odpowiedzialny za Codzienny Serwis Fotograficzny PAP, tym samym kierując pracą fotoedytorów i fotoreporterów Polskiej Agencji Prasowej. Reprezentant PAP w editorial committee EPA składającym się m.in. z szefów picturedesków agencji członkowskich EPA.  W 2011 został  wicenaczelnym Redakcji Fotograficznej PAP.
Poprzednio pracował m.in. w Telewizji Polskiej. Organizował również fotograficzną agencję portalu Wirtualna Polska. Od 1997 do 2000 zajmował stanowisko zastępcy redaktora naczelnego polskiego e-zinu: „Magazynu Internetowego Wirtual”.